# Amblychia torrida
Amblychia torrida là một loài bướm đêm trong họ Geometridae.